# الیکایی نوک‌باریک
الیکایی نوک‌باریک (نام علمی: Hylorchilus sumichrasti) نام یک گونه از سرده الیکایی‌های نوک‌باریک است.